# Fujifilm X-T1
Fujifilm X-T1 — беззеркальный системный цифровой фотоаппарат с байонетом X компании «Фуджифильм». В отличие от ранее выпущенных моделей камер серии «X», внешний вид X-T1 приближен к классическому однообъективному зеркальному фотоаппарату.
В модели используются сменные объективы с байонетом X и КМОП-матрица формата APS-C собственной разработки (технология X-Trans второго поколения) с кроп-фактором 1,5.
X-T1 анонсирован 28 января 2014 года.

## Корпус и варианты поставки
X-T1 выпускался в черном и графитовом цвете корпуса и мог поставляться как в комплекте с объективом Fujinon XF 18-55 мм F2.8-4 R LM OIS, так и без объектива.

## Отличительные особенности
Fujifilm X-T1, как и другие модели камер серии X, является беззеркальным системным цифровым фотоаппаратом со сменными объективами, однако его внешний вид стилизован под однообъективный зеркальный фотоаппарат. При этом окуляр электронного видоискателя размещен в верхней центральной части камеры, а не в левой верхней, как в моделях X-Pro1, X-E1 и E2.
В X-T1 используется КМОП-матрица размера APS-C, выполненная по технологии X-Trans второго поколения (аналогичная матрица использовалась в Fujifilm X-E2. Для обработки изображений используется процессор EXR II.
Как и модели, выпущенные в 2013 году, X-T1 оборудован поворотным ЖК-дисплеем с диагональю 3 дюйма.
X-T1 является первой моделью в семействе «X», предусматривающей возможность использования батарейной рукоятки.
В отличие от других моделей серии X, X-T1 оборудован пыле- и влагозащищённым корпусом.
В X-T1, помимо традиционных для серии механических переключателей выдержки и экспокоррекции, используются переключатели для установки чувствительности и режимов съёмки.
Камера оборудована встроенным модулем Wi-Fi для беспроводной передачи изображений и управления фотоаппаратом.

### Отличия от X-Pro1, X-E2
В отличие от старшей версии — X-Pro1, X-T1 оснащается только электронным видоискателем, увеличение которого выросло до 0,77 по сравнению с младшими моделями. Сам видоискатель расположен в верхней центральной части камеры.
X-T1, как и старшая модель, не имеет встроенной вспышки, однако комплектуется съёмной компактной вспышкой.
По сравнению с младшей моделью X-E2, камера получила пыле- и влагозащищённый корпус.

## Аксессуары
Компания выпускает ряд аксессуаров, совместимых со всеми фотоаппаратами с байонетом X, в том числе — с X-T1:
- фотовспышки: EF-X20, EF-42, EF-20 и EF-X8 (входит в комплект поставки).
- адаптеры: адаптер «M Mount Adapter» для совместимости с объективами с байонетом Leica M.

Аксессуары, совместимые только с X-T1:
- дополнительный хват (модель MHG-XT);
- кожаный получехол с дополнительным шейным ремнём;
- батарейная рукоятка (вертикальный хват VG-XT1).

## Награды
Fujifilm X-T1 стал лауреатом премии TIPA (Technical Image Press Association) в номинации «лучший компактный системный фотоаппарат для специалистов» (Best CSC Expert, 2014).